# Antonio López (zapaśnik)
Antonio López – kubański zapaśnik w stylu klasycznym. Trzynasty na mistrzostwach świata w 1983. Złoto na igrzyskach panamerykańskich w 1983. Triumfator Igrzysk Ameryki Środkowej i Karaibów w 1982. Drugi w Pucharze Świata w 1985 roku.